# Earl Bell
Pour les articles homonymes, voir Bell.
Earl H. Bell (né le 25 août 1955 à Ancón au Panamá) est un athlète américain spécialiste du saut à la perche.

## Carrière
Étudiant à l'université de l'Arkansas, il décroche cinq titres NCAA (trois en plein air et deux en salle de 1975 à 1977). Lors des Jeux panaméricains de Mexico en 1975, il remporte la médaille d'or avec un saut à 5,40 m. Le 29 mai 1976, Earl Bell établit un nouveau record du monde du saut à la perche en réalisant 5,67 m lors des championnats de la fédération américaine à Wichita, dans le Kansas, améliorant de deux centimètres la meilleure performance de son compatriote Dave Roberts [1]. Ce dernier améliore néanmoins ce record moins d'un mois plus tard en franchissant une barre à 5,70 m. Qualifié pour les Jeux olympiques de 1976, Bell se classe sixième de la finale. Il remporte cette même année en salle le premier de ses six titres nationaux (3 en plein air et 3 en salle).
En 1984, Earl Bell prend la troisième place des Jeux olympiques de Los Angeles, partageant sa médaille de bronze avec le Français Thierry Vigneron, auteur de 5,60 m également. Troisième des Goodwill Games en 1986, l'Américain décroche en début d'année suivante la médaille d'argent des mondiaux indoor d'Indianapolis avec un saut à 5,80 m, s'inclinant face au Soviétique Sergueï Bubka. Durant l'été, il se classe cinquième des Championnats du monde de Rome. Pour ses troisièmes Jeux olympiques consécutifs, à Séoul en 1988, Bell termine au pied d'un podium composé de trois Soviétiques. En fin de saison 1989, il se classe troisième de la Finale du Grand Prix disputée à Monaco.
Introduit au temple de la renommée de l'athlétisme américain en 2002, Earl Bell est devenu entraîneur d'athlétisme à Jonesboro.

## Palmarès
| Date | Compétition                    | Lieu         | Résultat | Performance |
| ---- | ------------------------------ | ------------ | -------- | ----------- |
| 1975 | Jeux panaméricains             | Mexico       | 1er      |             |
| 1976 | Jeux olympiques                | Montréal     | 6e       |             |
| 1984 | Jeux olympiques                | Los Angeles  | 3e       |             |
| 1987 | Championnats du monde en salle | Indianapolis | 2e       |             |
| 1987 | Championnats du monde          | Rome         | 5e       |             |
| 1987 | Finale du Grand Prix           | Bruxelles    | 2e       |             |
| 1988 | Jeux olympiques                | Séoul        | 4e       |             |
| 1989 | Finale du Grand Prix           | Monaco       | 3e       |             |

## Records
- En plein air : 5,87 m (Jonesboro, 1988)
- En salle : 5,86 m (Portland, 1987)